# Masters de karting de Paris-Bercy

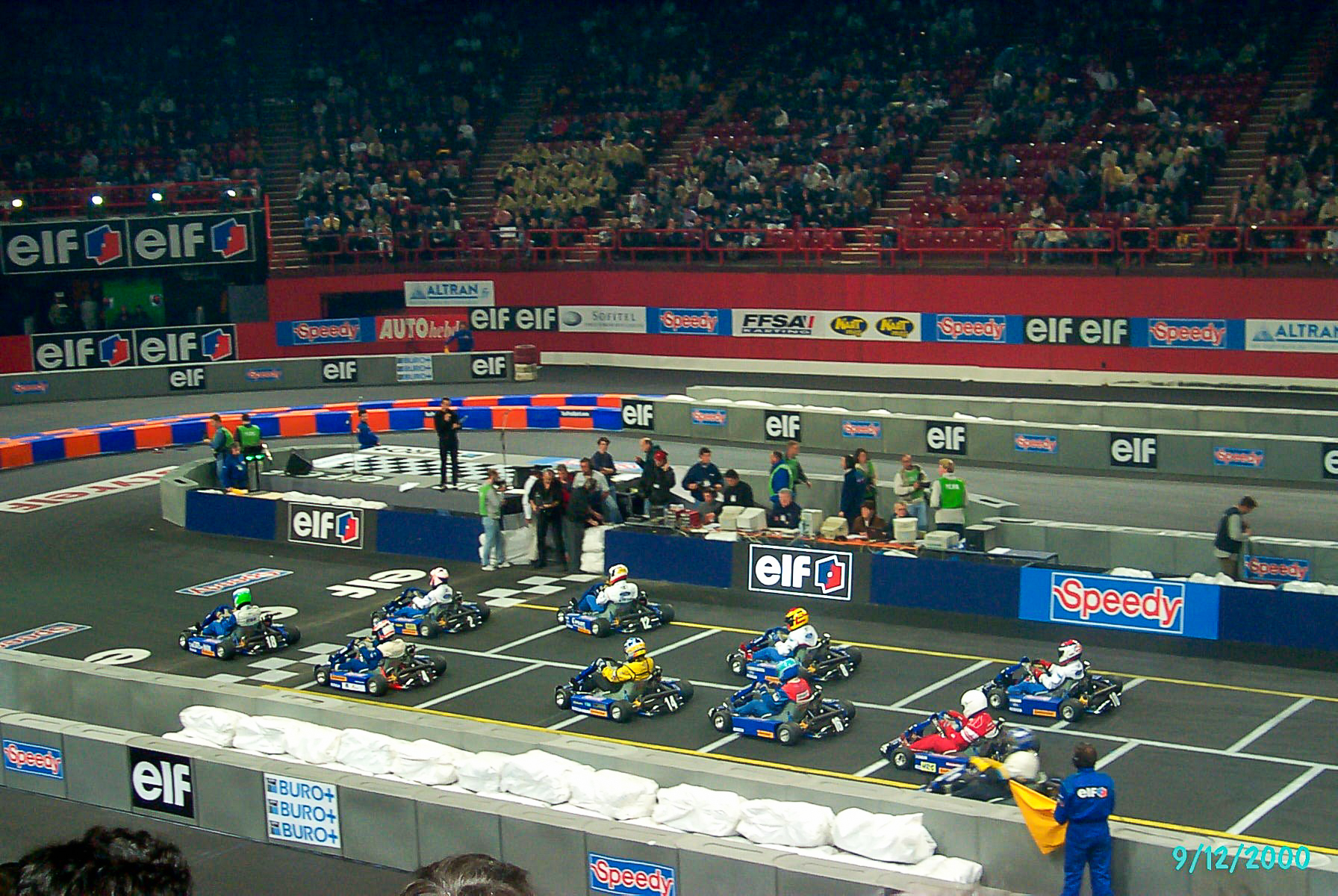
Grille de départ d'une des courses du Masters de karting de Paris-Bercy, en décembre 2000.

Les Masters de karting de Paris-Bercy sont une épreuve de course de karting disputée une fois par an sur un circuit temporaire tracé au cœur du palais omnisports de Paris-Bercy. Cette épreuve a été disputée de 1993 à 2001 puis a effectué son grand retour en 2011 avec une seule édition des ERDF Masters Kart.

## Historique
Créée en 1993 par l'ancien pilote de Formule 1 Philippe Streiff, cette épreuve avait pour but de réunir les meilleurs pilotes de toutes les disciplines du sport automobile ainsi que les meilleurs pilotes de karting.

## ERDF Masters en 2011
Les ERDF Masters Kart 2011 est la neuvième édition des Masters de karting de Paris-Bercy, les deux jours de courses se sont déroulés les 10 et 11 décembre 2011 au palais omnisports de Paris-Bercy. Cet événement du karting faisait son grand retour après des années d'absence avec un changement important : les karts sont désormais électriques. La société française de distribution d'électricité ERDF en était le partenaire.
Organisés par l'ancien pilote de Formule 1 Philippe Streiff, comme l'étaient ses prédécesseurs Elf Masters Kart de 1993 à 2001, les Masters rassemblent de grands pilotes automobiles et des spécialistes du kart durant un week-end.

### Les karts
Doté d'un châssis Sodi ST32 similaire au modèle thermique, le kart utilisé est propulsé par un moteur électrique de type brushless, pouvant développer 40 ch à 14 000 tr/min (20 kW ou 30 ch utilisés à Bercy) et refroidi par eau (radiateur). Les machines, d'un poids total de 123 kg, équipées de batteries Nickel Cobalt Manganèse (NCM) d'une autonomie de 15 min (rechargeable en 30 min), étaient fournies par la société française Sodikart.

### Piste
Bitumée pour l'occasion, la piste mesure 550 mètres de long, avec une largeur moyenne de 8 mètres. Elle passe sous les coursives et la moitié environ de sa longueur est à l'extérieur de l’arène principale, mais toujours couverte. Elle est bordée de blocs de protection Tecpro pour amortir les chocs lors de sorties de piste.

### Engagés
| Pilote             | Série 2011          |
| ------------------ | ------------------- |
| Filipe Albuquerque | DTM                 |
| Jules Bianchi      | GP2 Series          |
| Sébastien Bourdais | IndyCar             |
| Karun Chandhok     | Formule 1           |
| Jérôme d'Ambrosio  | Formule 1           |
| Paul di Resta      | Formule 1           |
| Romain Dumas       | ILMC                |
| Romain Grosjean    | GP2 Series          |
| Nicolas Hamilton   | Renault Clio Cup UK |
| Julien Jousse      | Le Mans Series      |
| Sébastien Loeb     | WRC                 |
| Olivier Lombard    | Le Mans Series      |
| Franck Montagny    | ILMC                |
| Gary Paffett       | DTM                 |
| Sébastien Ogier    | WRC                 |
| Stéphane Sarrazin  | ILMC                |
| Adrian Sutil       | Formule 1           |
| Tristan Vautier    | Star Mazda Series   |
| Jean-Éric Vergne   | Formule Renault     |
| Robert Wickens     | Formule Renault     |